# Alstroemeria exserens
Espèce
Alstroemeria exserens est une espèce de la famille des Alstroemeriaceae. C'est une belle plante ornementale.

## Description
Alstroemeria exserens est un géophyte tubéreux. Sa hauteur est d'environ 35 cm. Les fleurs sont en forme d'entonnoir rose.

## Répartition et habitat
L'aire de répartition indigène de cette espèce s'étend du Chili central à l'ouest de l'Argentine. Endémique du Chili, il pousse principalement  dans le biome subtropical. Il est adapté à des conditions environnementales de haute altitude< proche de la limite forestière, avec une forte humidité assez constante et plutôt ombragéeref name=CF/>. 

## Systématique
Le nom correct complet (avec auteur) de ce taxon est Alstroemeria exserens Meyen.
Alstroemeria exserens a pour synonymes :
- Alstroemeria diazii Phil.
- Alstroemeria pallens Phil.